# Гиперактивный мочевой пузырь
Гиперактивный мочевой пузырь (ГАМП или ГМП), или гиперрефлекторный мочевой пузырь, — это широко распространённое заболевание. Согласно исследованиям, до 17 % населения стран Европы испытывают симптомы гиперактивного мочевого пузыря. Аналогичные данные получены и по США, где подобные симптомы наблюдаются у 16 % жителей страны. Это заболевание по своей распространённости сопоставимо с такими часто встречающимся болезнями, как гипертония, заболевания сердца, астма, хронический бронхит.
Основным симптомом гиперактивного мочевого пузыря является ургентность, сопровождающаяся непроизвольным выделением мочи или же без неё, которая может сочетаться с учащённым мочеиспусканием и никтурией. В то же время для диагностики гиперактивного мочевого пузыря необходимо исключить другие патологические состояния, которые могут стать причиной развития вышеописанных симптомов, такие как инфекции мочевых путей, объёмные образования, камни мочевого пузыря.
Лишь небольшая часть таких больных обращаются за медицинской помощью. Неспособность контролировать своё мочеиспускание настолько угнетает пациентов, что они часто скрывают своё состояние даже от своих близких и членов семьи. Социальный характер проблемы очевиден. Больной порой испытывает значительное облегчение от постановки какого-либо диагноза, подтверждающего, что его состояние вызвано определённой болезнью, а не его «недостаточной усердностью» или «нежеланием» контролировать своё мочеиспускание.
Диагностика ГМП, как правило, не представляет значительных трудностей. При сборе анамнеза необходимо обращать особое внимание на начало и продолжительность заболевания, интенсивность возникающих позывов, частоту мочеиспускания в дневное и ночное время суток. Внезапно возникшие на фоне полного здоровья жалобы на ургентность и учащенное мочеиспускание скорее являются признаком инфекции нижних мочевых путей, чем проявлением гиперактивности мочевого пузыря. Приём большого количества кофеин-содержащих напитков (кофе, чай, некоторые безалкогольные напитки) может быть провоцирующим фактором, приводящим к возникновению нестерпимых позывов к мочеиспусканию. Иногда больные сознательно увеличивают объём принимаемой жидкости, надеясь таким образом избавиться от мнимой инфекции, которая, по их мнению, является причиной ургентности. В таких случаях простое регулирование питьевого режима часто помогает устранить учащённое мочеиспускание.
В фармакотерапии ГМП используют антагонисты мускариновых рецепторов (Уротол, Фезотеродин, солифенацин), хотя эффективность их при этом расстройстве сомнительна, что показал кокрановский обзор. Также лекарства имеют много побочных эффектов. Другие препараты: ботокс, вибегрон, мирабегрон.
Некоторые соматические болезни могут проявляться гиперактивностью мочевого пузыря. К ним относятся латентный диабет, рассеянный склероз, паркинсонизм, обструкция нижних мочевых путей, деменция и другие. Многие лекарственные средства могут провоцировать ГМП или ухудшать состояние лиц, им страдающих, наиболее часто применяемые из таких лекарственных средств — это диуретики и антигистаминные препараты.